# Stazione di Pontecurone
La stazione di Pontecurone è una fermata ferroviaria posta sulla tratta comune alle linee Alessandria-Piacenza e Milano-Genova. Serve il centro abitato di Pontecurone.

## Storia
Originariamente stazione, venne trasformata in fermata il 29 novembre 2009.
Alla fine del campionato di calcio 1992/93 questa piccola stazione divenne famosa per gli scontri tra i tifosi della Sampdoria (diretti a Brescia) ed i tifosi del Milan (diretti a Genova): essendo lontana da capoluoghi di provincia come Alessandria e Pavia, le forze dell'ordine arrivarono sul posto con difficoltà.
Nel 2022, Rete Ferroviaria Italiana ha annunciato un'importante ristrutturazione della stazione di Pontecurone all'interno del progetto di quadruplicamento ferroviario della linea Tortona-Voghera per il Terzo Valico tra Genova e Milano.